# Heinrich Boere
Heinrich Boere (Eschweiler, 1921. szeptember 27. – Fröndenberg, 2013. december 1.) német katona, második világháborús bűnösként elítélték.
Boere Eschweilerben született, Németországban, de a szülei Maastrichtba költöztek, mikor ő kétéves volt. 1940-ben a Waffen-SS-be jelentkezett, majd néhány hónapra rá a németek holland májusi megszállására. 1941 júniusában, 19 éves korában a keleti frontra ment harcolni. 1942 decemberében megbetegedett és vissza kellett térnie Maastrichtba.

## Háborús bűnök
1943-ban Boere német önkéntesként a Waffen-SS egyik rajába került (Sonderkommando Feldmeijer) német ellenállók kivégzésére. A következő támadások során németországi hadcsoportok és német kollaboránsok orvul polgárokat gyilkoltak, akikről feltételezték, hogy ellenállókkal vannak kapcsolatban. A Közönséges jegenyefenyő kódnéven álcázott hadművelet során 54 ember életét oltották ki. Ez a három bűnügyének egyike, melyet Boere bevallott.
Beismerte az általa 1944-ben elkövetett gyilkosságokat mint náci háborús bűnös a németországi Aachen bíróságán. A holland származású, 88 esztendős Heinrich Boere a náci párt fegyveres alakulata, a Waffen-SS egyik halálosztagának tagjaként az év júliusában, illetve szeptemberében az akkor német megszállás alatt lévő Hollandiában megölt három holland civilt, köztük egy kerékpárbolt-tulajdonost és egy gyógyszerészt.
A vádlott ugyanakkor közölte, anélkül ölt, hogy tudta volna, bűnt követ el, de ma már másképp látja. Azzal védekezett, hogy parancsra cselekedett. Ügyvédei valószínűleg ezzel az érvvel próbálják meg majd elérni, hogy felmentsék védencüket a 2009. október elején indult perben.
A férfit a náci háborús bűnösök felkutatásával foglalkozó Simon Wiesenthal Központ a tíz leginkább keresett náci bűnös közé sorolja. Boere a Silbertanne (Ezüstfenyő) nevű osztag tagja volt. Ennek az osztagnak az volt a feladata, hogy a nácik elleni támadásokért bosszúból hollandokat öljön meg. Holland bírósági dokumentumok szerint az osztag összesen 54 embert gyilkolt meg, és Boere közvetlenül három gyilkosság elkövetésért felelős.
A holland apától és német anyától született Boere jelenleg az Aachen közelében fekvő Eschweilerben él egy idősek otthonában. 1949 októberében Hollandiában már kimondták bűnösségét a három gyilkosságban, és halálra is ítélték, ő azonban még 1947-ben Németországba menekült. A halálbüntetést később életfogytiglani büntetésre változtatták. Hollandia kérte a kiadatását 1983-ban, de Németország az akkori törvények alapján – német állampolgárságú személyeket tilos volt kiadni – elutasította a kérelmet.
A holland igazságügyi minisztérium 2003-ban követelte, hogy Boere Németországban töltse le a büntetést. Az aacheni tartományi bíróság 2007-ben jóváhagyta a kérelmet, de a kölni fellebbviteli bíróság néhány hónappal később megsemmisítette a döntést. Arra hivatkozott, hogy érvénytelen az 1949-es hollandiai ítélet, mivel Boere nem tudott védekezni. Egy német ügyész később új eljárást kezdeményezett az ügyben, emiatt indult a mostani per.
Életfogytiglani börtönbüntetésre ítélték – 2011. december 17-én vonult börtönbe.